# Isca Yacu Semaul
Isca Yacu Semaul es una localidad argentina ubicada en el departamento Jiménez de la provincia de Santiago del Estero. Se encuentra sobre la ruta provincial 3, 2 km al sur de Isca Yacu.

## Población
Cuenta con 65 habitantes (Indec, 2010), lo que representa un descenso del 48 % frente a los 125 habitantes (Indec, 2001) del censo anterior.
| Gráfica de evolución demográfica de Isca Yacu Semaul entre 1991 y 2010 |
|                                                                        |
| Fuente: Censos nacionales del INDEC                                    |

- Datos: Q5921077